# Mistrzostwa Europy w Wioślarstwie 1935
36. Mistrzostwa Europy w Wioślarstwie odbyły się w dniach 16–18 sierpnia 1935 r. w Berlinie (III Rzesza). Zawodnicy rywalizowali w 7 konkurencjach wioślarskich na pobliskim jeziorze Langer See (rozlewisko rzeki Dahme) w dzielnicy Grünau. 

## Medaliści
| Konkurencja                 | Złoto | Srebro | Brąz | Źródło |
| --------------------------- | --- | --- | --- | ------ |
| M1x (jedynka)               | Roger Verey | Eugen Studach | Josef Hasenöhrl | [ 2 ]  |
| M2x (dwójka podwójna)       | Polska Roger Verey · Jerzy Ustupski | III Rzesza Ralf Ritter · Hubert Remagen | Francja André Giriat · Robert Jacquet | [ 3 ]  |
| M2- (dwójka bez sternika)   | Węgry Károly Győry · Tibor Mamusich | III Rzesza Paul Heyroth · Erhard Schmidt | Austria Rudolf Höpfler · Camillo Winkler | [ 4 ]  |
| M2+ (dwójka ze sternikiem)  | Włochy Almiro Bergamo · Guido Santin · Luciano Negrini (sternik)                                                                                                 | III Rzesza Friedrich Devantier · Wilhelm Tietz · Werner Klatte (sternik) | Polska Stanisław Kuryłłowicz · Witalis Leporowski · Mieczysław Bącler (sternik)                                                                                | [ 5 ]  |
| M4- (czwórka bez sternika)  | Szwajcaria Hermann Betschart · Hans Homberger · Alex Homberger · Karl Schmid                                                                                     | Austria Hans Binder · Wilhelm Pichler · Camillo Winkler · Rudolf Höpfler | Włochy Mario Lazzati · Ermenegildo Manfredini · Carlo Zuccaro · Augusto Ripamonti                                                                              | [ 6 ]  |
| M4+ (czwórka ze sternikiem) | III Rzesza Rudolf Eckstein · Toni Rom · Ernst Gaber · Wilhelm Menne · Johann Pfadenhauer (sternik)                                                               | Francja Marcel Chauvigné · Jean Cosmat · Marcel Vandernotte · Fernand Vandernotte · Noël Vandernotte (sternik)                                                                | Włochy Valerio Perentin · Giliante D’Este · Nicolò Vittori · Umberto Vittori · Renato Petronio (sternik)                                                       | [ 7 ]  |
| M8+ (ósemka)                | Węgry Pál Domonkos · Imre Kapossy · Antal Szendey · Sándor von Korompay · Gábor Alapy · Frigyes Hollósi · László Szabó · Hugó Ballya · Ervin Kereszthy (sternik) | Szwajcaria Hans Steiner · Ernest Rufli · Rudolf Homberger · Max Schuler · Hermann Betschart · Hans Homberger · Alex Homberger · Karl Schmid · August Hegetschweiler (sternik) | Francja Émile Lecuirot · Bernard Batillat · Henri Souharce · Alphonse Bouton · Daniel Guilbert · R. Picot · A. Desvergnes · Guy Levret · Robert Léon (sternik) | [ 8 ]  |

## Klasyfikacja medalowa
| Miejsce | Reprezentacja | Złoto | Srebro | Brąz | Razem |
| ------- | ------------- | ----- | ------ | ---- | ----- |
| 1.      | Polska        | 2     | 0      | 1    | 3     |
| 2.      | Węgry         | 2     | 0      | 0    | 2     |
| 3.      | III Rzesza    | 1     | 3      | 0    | 4     |
| 4.      | Szwajcaria    | 1     | 2      | 0    | 3     |
| 5.      | Włochy        | 1     | 0      | 2    | 3     |
| 6.      | Austria       | 0     | 1      | 2    | 3     |
| 6.      | Francja       | 0     | 1      | 2    | 3     |
| Razem   | Razem         | 7     | 7      | 7    | 21    |